# Complete knock down
Il Complete Knock Down (CKD)  è un insieme di sottoparti, scelto e aggregato in modo tale da consentire l'assemblaggio completo di un prodotto industriale partendo da zero. Le parti sono tipicamente prodotte in una nazione o regione, poi esportate in un'altra nazione per procedere all'assemblaggio finale. La parte può essere un componente o un gruppo.
Le aziende vendono i Knock-down kit alle loro affiliate o licenziatarie per varie ragioni, tra cui la possibilità di evitare alcune tasse di importazione, ricevere incentivi per l'utilizzo di manodopera nell'assemblaggio in aree che favoriscono questo tipo di sviluppo o anche come unico mezzo per partecipare a una gara di aggiudicazione, per esempio nel caso di appalti pubblici che seguono regole che favoriscono i prodotti nazionali. La tecnica può essere usata per fornire anche i ricambi o gli accessori ad un determinato mercato, particolarmente è necessario abbattere il costo del prodotto.
In pratica, vendere un prodotto attraverso CKD (componenti sciolti) significa far costruire al cliente l'assieme finito utilizzando i particolari forniti (che sono il concreto oggetto dell'accordo contrattuale).
Una fabbrica che assembla i Knock-down kit è meno costosa da impiantare e gestire in alcuni paesi rispetto a uno stabilimento di assemblaggio finale nelle nazioni di origine dei prodotti in quanto, in alcune realtà, non è necessario ricorrere a moderni equipaggiamenti robotizzati e la manodopera è meno costosa rispetto al paese che ha sviluppato il prodotto. L'assemblaggio di kit in paesi con costo della manodopera più economico può essere vantaggioso particolarmente in casi di bassi volumi di produzione. Il concetto del CKD, inoltre, consente alle industrie dei paesi in via di sviluppo di fare esperienza in un particolare settore industriale e nello stesso tempo, l'azienda esportatrice dei kit guadagna nuovi mercati che altrimenti le sarebbero chiusi.
Il Complete Knock Down è una pratica comune nell'industria automobilistica. Si applica anche alla fornitura di autobus o veicoli su rotaia, così come nel mondo dell'elettronica, elettrodomestici e in altre industrie dove vendendo kit CKD si permette alle aziende affiliate di pagare meno tasse di importazione e di ridurre altre tasse locali usando manodopera del paese di assemblaggio.
Il contrario del Complete Knock Down è la fornitura di unità già assemblate completamente, ovvero Complete Build-up Unit (CBU) ovvero il prodotto finito (l'automobile, il treno, l'aereo, un impianto di produzione, ecc.).